# .kg
A .kg Kirgizisztán internetes legfelső szintű tartomány kódja, melyet 1995-ben hoztak létre.